# Türkmenisztáni Demokrata Párt
A Türkmenisztáni Demokrata Párt (türkménül: Türkmenistanyň Demokratik Partiýasy) egy 1991-ben alapított politikai párt Türkmenisztánban. A párt az alapítása óta az ország kormánypártja, jelenlegi vezetője Ata Serdarow.

## Története
A Türkmenisztáni Demokrata Párt a Szovjetunió felbomlását követően jött létre a Türkmenisztáni Kommunista Párt utódpártjaként. A pártot az ország első elnöke, Saparmyrat Nyýazow alapította, aki szoros kontrollt gyakorolt az ország felett és bevezette a személyi kultuszt. Nyýazow 2006-os halála után Gurbanguly Berdimuhamedow vette át a hatalmat. Berdimuhamedow ideje alatt Türkmenisztánban alakult néhány új párt, de ezek sem hoztak valódi pluralizmust, és nem jelentenek igazi ellenzéket a TDP számára.  Az ország jelenlegi vezetője Serdar Berdimuhamedov, aki 2022-ben lépett hivatalba.

## Pártvezetők
|    | Név                               | Hivatali idő |
| -- | --------------------------------- | ------------ |
| 1. | Saparmyrat Nyýazow (1940-2006)    | 1991-2006    |
| 2. | Gurbanguly Berdimuhamedow (1957-) | 2007-2013    |
| 3. | Kasymguly Babaýew (1996-)         | 2013-2018    |
| 4. | Ata Serdarow (1964-)              | 2018-        |